# Parafia św. Mikołaja w Szczecinie (prawosławna)
Parafia św. Mikołaja – parafia prawosławna w Szczecinie, w dekanacie Szczecin diecezji wrocławsko-szczecińskiej.
Na terenie parafii funkcjonuje 1 cerkiew:
- cerkiew św. Mikołaja w Szczecinie – parafialna

## Historia
Pierwsi wyznawcy prawosławia znaleźli się w Szczecinie w wyniku repatriacji ludności, będącej bezpośrednim następstwem II wojny światowej. W 1946, czyli jeszcze przed rozpoczęciem Akcji „Wisła”, erygowano szczecińską parafię prawosławną pod wezwaniem św. Mikołaja. Chociaż wspólnota liczyła początkowo ok. 700 wiernych, przez kilkadziesiąt lat nie posiadała wolnostojącego obiektu sakralnego. Początkowo parafianie korzystali z prowizorycznej cerkwi domowej, urządzonej w mieszkaniu na drugim piętrze kamienicy czynszowej przy ulicy Księcia Bogusława X. W 1962 uzyskano od władz miasta byłą kaplicę w dawnym ewangelickim zakładzie opiekuńczym Betania przy ulicy Piotra Wawrzyniaka 7. Choć nowy obiekt mógł pomieścić więcej wiernych, posiadał jednak szereg niedogodności – mieścił się (podobnie jak poprzedni) na drugim piętrze, nie było możliwości usytuowania ołtarza po stronie wschodniej ani też prowadzenia procesji wokół świątyni (ze względu na ciągłość zabudowy), ponadto piętro niżej znajdowała się kaplica Kościoła Zielonoświątkowego, w której nabożeństwa niedzielne były organizowane o tej samej porze co w cerkwi. W 2000 parafia prawosławna podjęła starania o przydzielenie przez władze odpowiedniego placu pod budowę nowej świątyni. W 2003 uzyskano działkę w centrum miasta, przy zbiegu ulic Zygmunta Starego i Teofila Starzyńskiego. 16 kwietnia 2004 rozpoczęto budowę cerkwi, którą ukończono w 2011. 17 września tegoż roku świątynia (będąca też konkatedrą diecezji wrocławsko-szczecińskiej) została konsekrowana przez metropolitę Sawę. Jest to pierwsza cerkiew prawosławna na Pomorzu Zachodnim, którą zbudowano od podstaw.
W 2013 r. w życiu parafialnym uczestniczyło regularnie ok. 500 osób.
W listopadzie 2019 r. w sąsiedztwie cerkwi rozpoczęto budowę domu parafialnego. 
W kwietniu 2022 r. pierwszy raz w dziejach parafii święcenie pokarmów odbyło się nie tylko w samą Wielkanoc, ale także w Wielką Sobotę. Powodem było przybycie do cerkwi około 2000 wiernych (cerkiew może pomieścić 600 wiernych).

## Wykaz proboszczów
- 12.03.1946 – 5.10.1961 – ks. Jan Ignatowicz
- 14.10.1961 – 31.05.1978 – ks. Aleksy Baranow
- 27.10.1978 – 5.01.1993 – ks. Aleksander Surel
- 5.01.1993 – 23.05.1997 – ks. Mikołaj Sidoruk
- od 23.05.1997 – ks. Paweł Stefanowski